# パリロンシャン競馬場

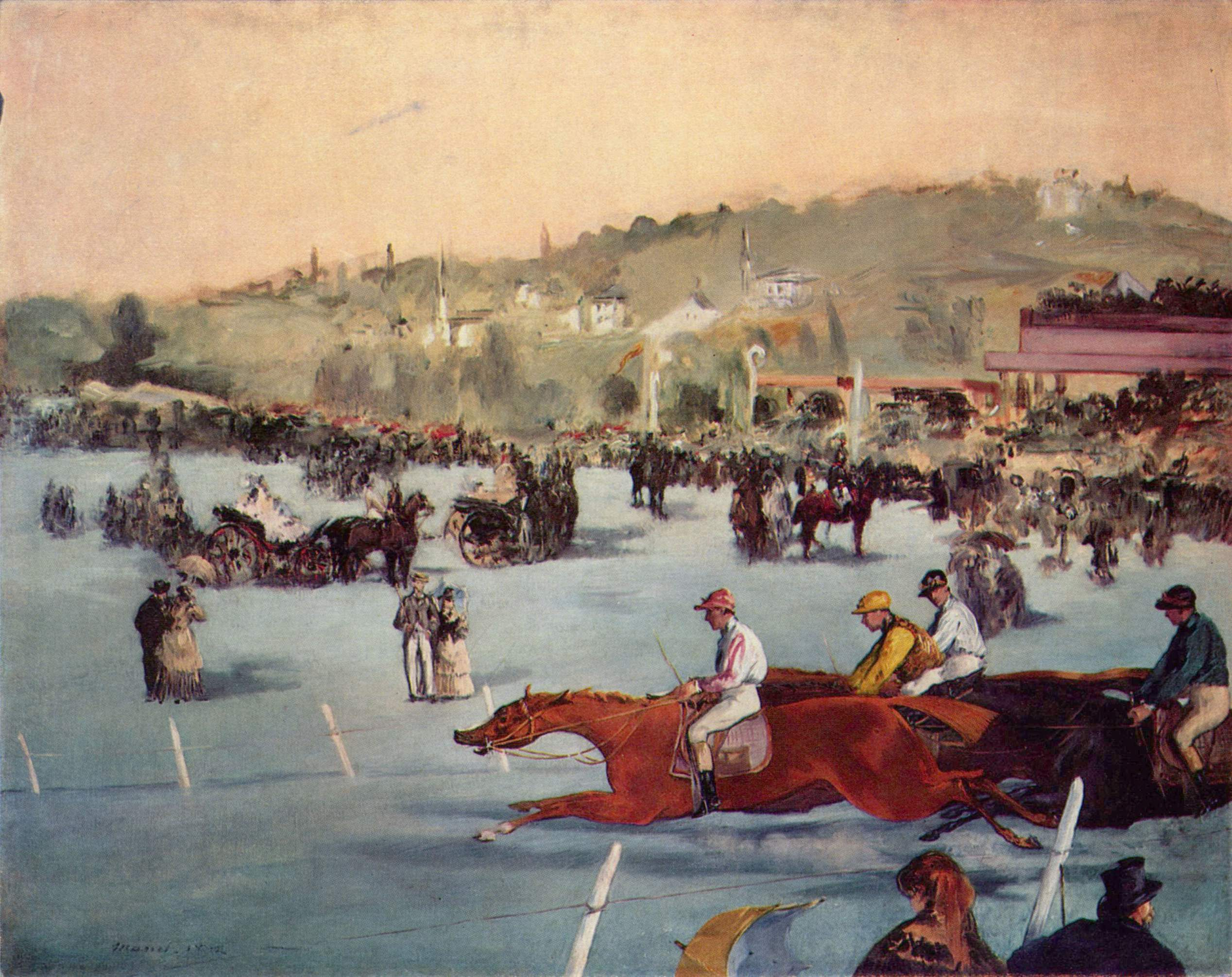
エドゥアール・マネ、ブローニュの森のコース、Courses au bois de Boulogne、1872

パリロンシャン競馬場（パリロンシャンけいばじょう、L'hippodrome de ParisLongchamp）は、フランスのパリ西のセーヌ川沿い、パリ16区ブローニュの森の中にある世界で1番美しいと言われる競馬場。平地競走専用の競馬場であり、凱旋門賞をはじめとするフランス競馬の主要な競走が行われることで知られる。総面積57ヘクタール (ha)＝0.57平方キロ (km2)。
競馬場の正門にはフランス競馬史上最高の国民的英雄と評された史上2頭目のイギリスクラシック三冠馬グラディアトゥール (Gladiateur) の銅像がある。

## 歴史

### 年表
- 1857年 - ロンシャン競馬場として開場[2]。
- 1863年 - フランス初の国際競走、第1回パリ大賞典が創設される[2]。
- 1865年 - フランス産馬として初めてダービーを勝ったグラディアトゥールが、イギリス凱旋帰国初戦のパリ大賞典で優勝。同馬を祝福しようと15万人の観客が柵を倒し馬場へなだれ込む（俗に言うワーテルローの復讐）。
- 1904年 - 新スタンドを改築[3]。
- 1908年 - 新コースと呼ばれる5本目のコースが完成[4]。
- 1916年 - 第一次世界大戦によりスタンドが破壊される。[要出典]
- 1920年 - 大戦によって荒廃したフランス競馬再興を掲げ、第1回凱旋門賞が行われる。
- 1936年 - パリ大賞典当日の6月28日、婦人参政権を求める婦人の一団が走路に侵入しデモ行進を行う[5]。
- 1943年 - 第二次世界大戦中の4月4日、競馬開催中に爆弾投下される[6]。
- 1962年 - スタンドの増改修が始められる。
- 1966年 - 新スタンド完成[7]。
- 2015年 - 同年の凱旋門賞開催後から、スタンド改築・馬場のオールウェザー化などの大規模改修工事を開始する[8]。
- 2018年 - 4月8日にリニューアルオープンに伴い、場名がパリロンシャン競馬場に改名された。

### 競馬場建設以前のロンシャン
ロンシャン平原と呼ばれる、後に競馬場が建てられることとなるセーヌ川沿いの細長い草原には、ロンシャン王立修道院（fr）が建てられていた。修道院の建設は13世紀のことであり、その計画はイザベル・ド・フランスのものである。イザベルはブランシュ・ド・カスティーユの娘、つまり聖王ルイの妹であり、聖王ルイにより30,000リーブルの贈与や1256年6月10日の定礎建設といった援助が行われている。修道院は当時の慣習に従い農地と風車に囲まれていた。
アンシャン・レジームのころになると修道院で聖週間に催されるミサが上流階級の間で好評を博し、着飾った上流階級の人々が高級馬車に乗り富を見せびらかしてシャンゼリゼ通りからブローニュの森のロンシャンまで進む、"ロンシャンの散策 " と呼ばれるパレードが始まる。やがて、天気のよい日に行われる習慣となった。フランス革命が起こると修道院は破壊され、習慣も一時的に失われたが、フランス復古王政の時代になるとともに再びパレードを行うようになる。習慣は戻ったが修道院の再建は行われなかった。現在でも残っている赤い風車がその名残である。

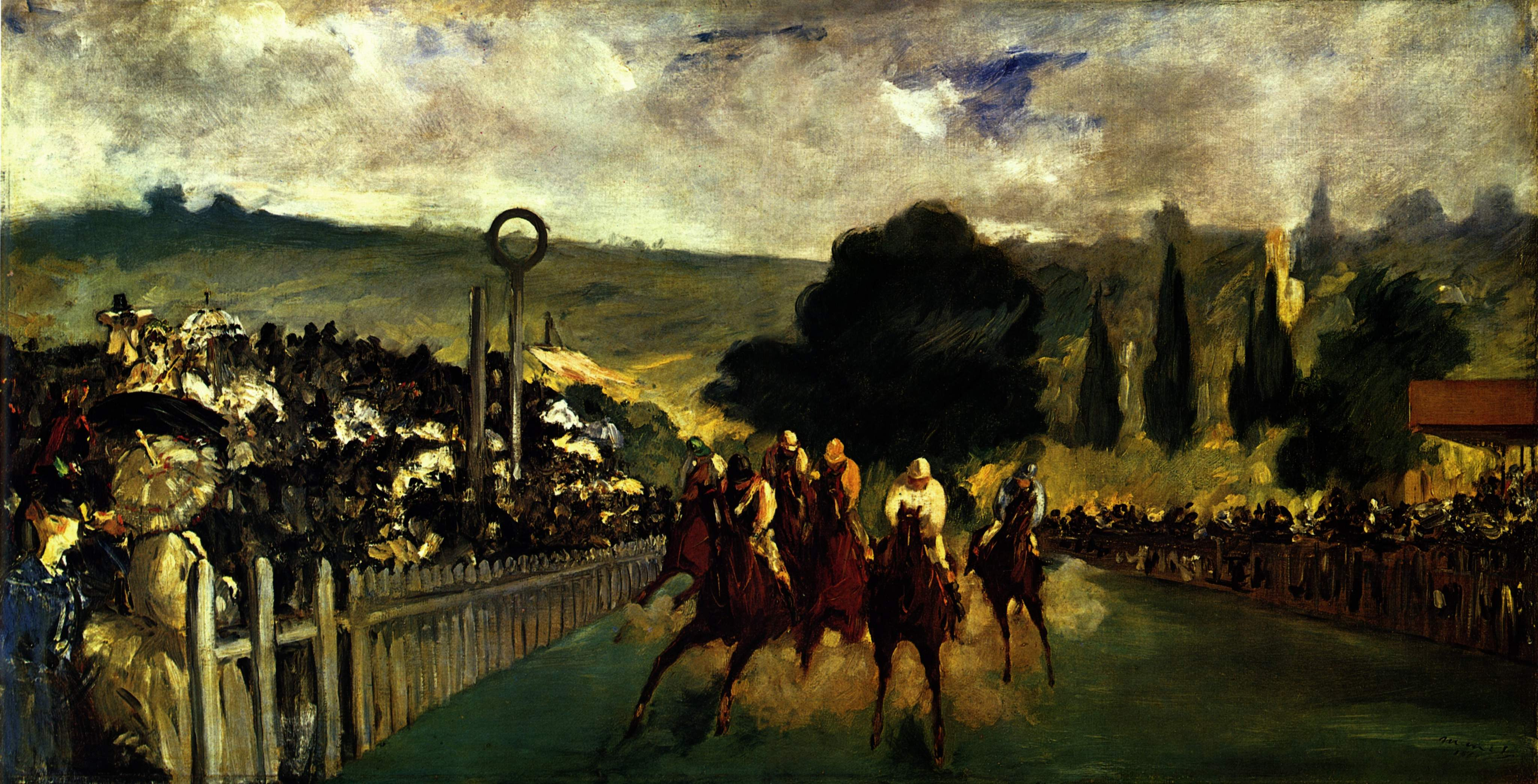
ロンシャン競馬場 Les Courses à Longchamp、エドゥアール・マネ（Édouard Manet）、1867年
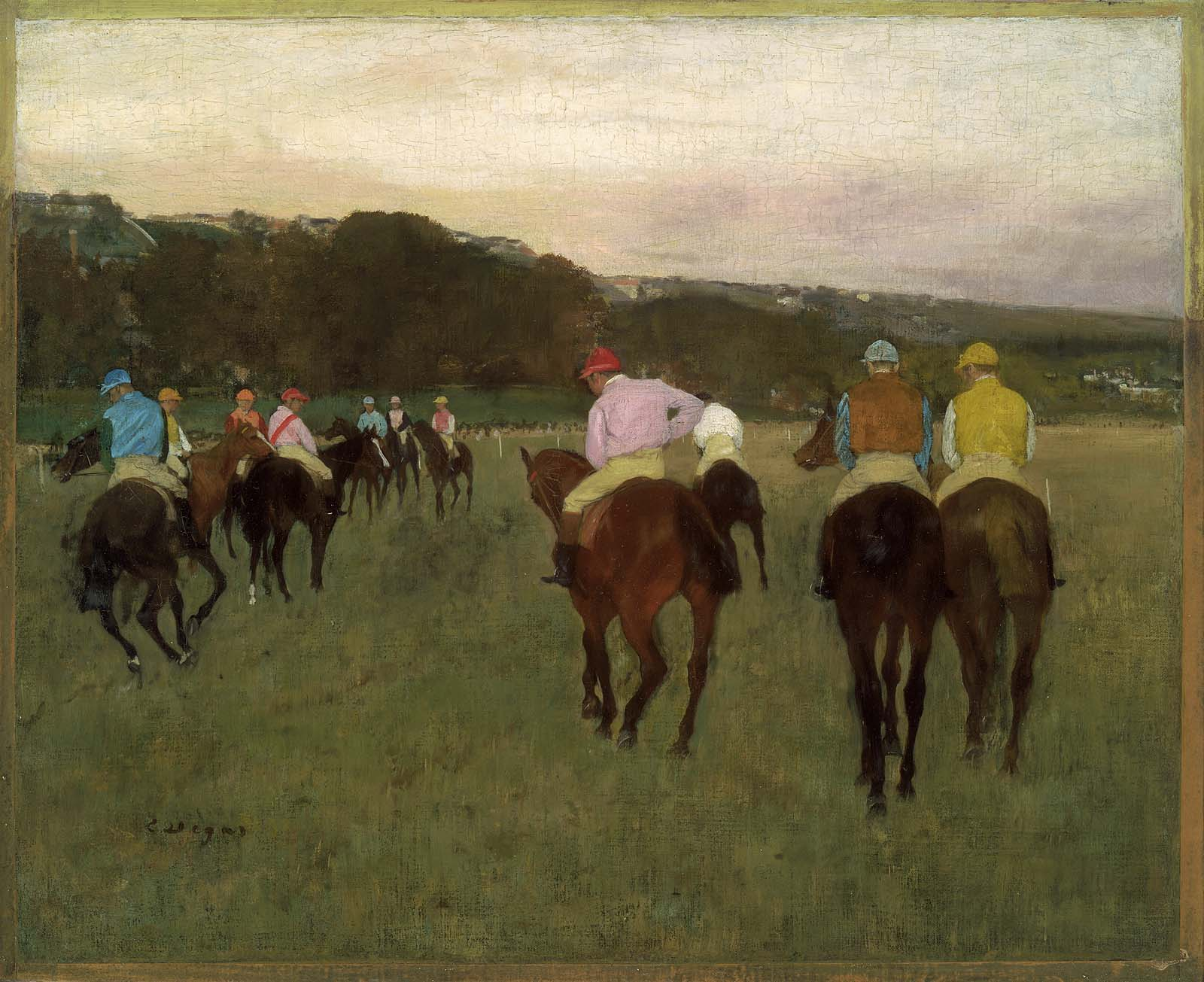
ロンシャンの競走馬 Chevaux de course à Longchamp、エドガー・ドガ（Edgar Degas）、1873 - 1875年
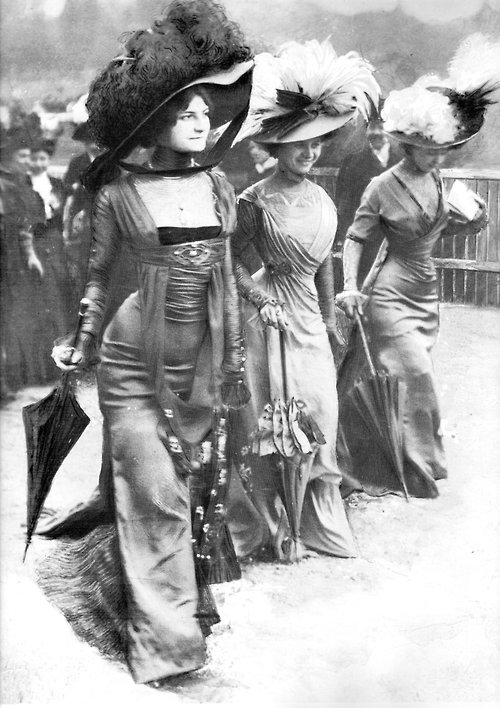
ロンシャンの淑女たち（Mesdames à Longchamp）、1908年
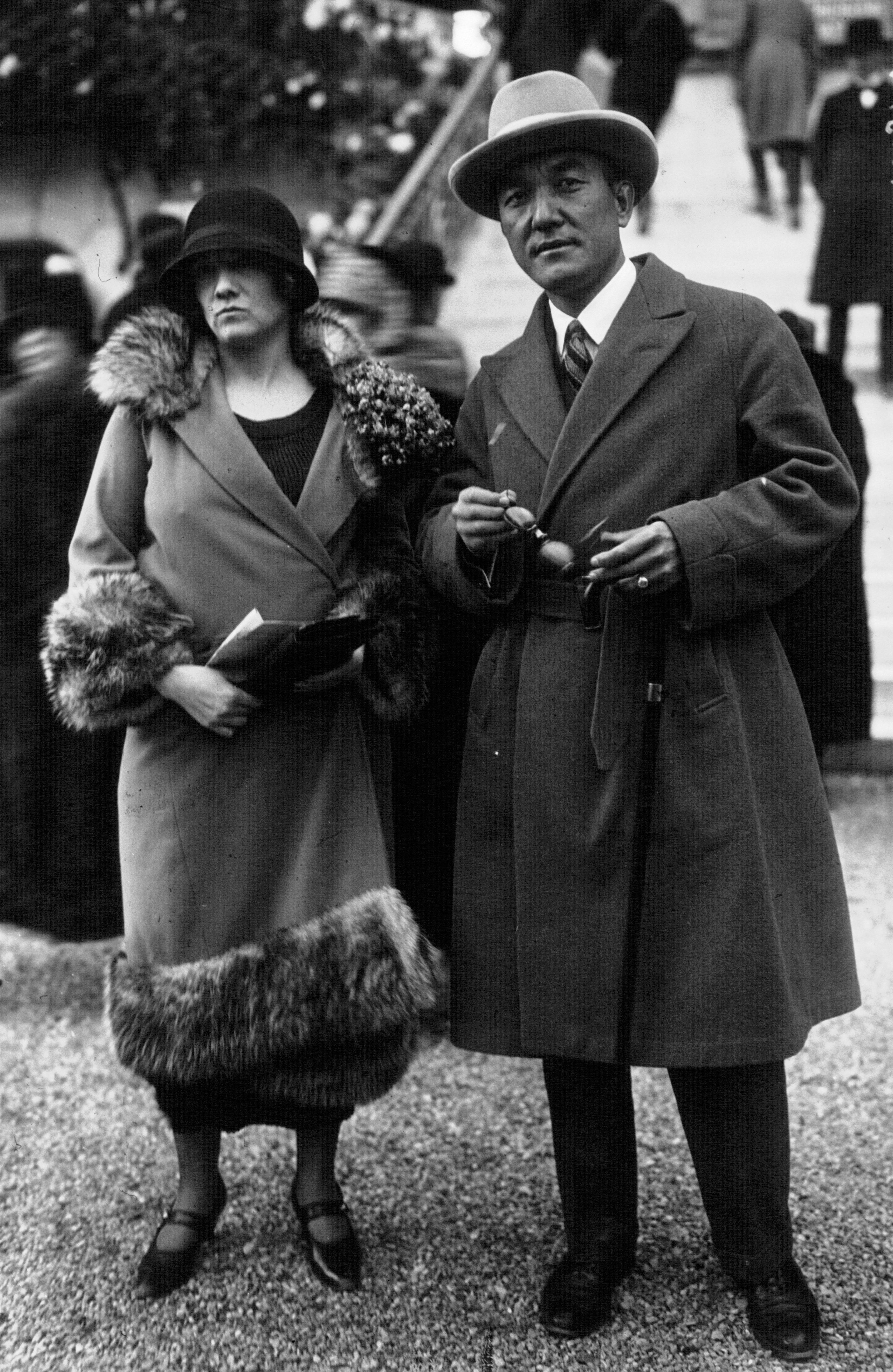
ロンシャンでの早川雪洲（1886 - 1973年）、1923年
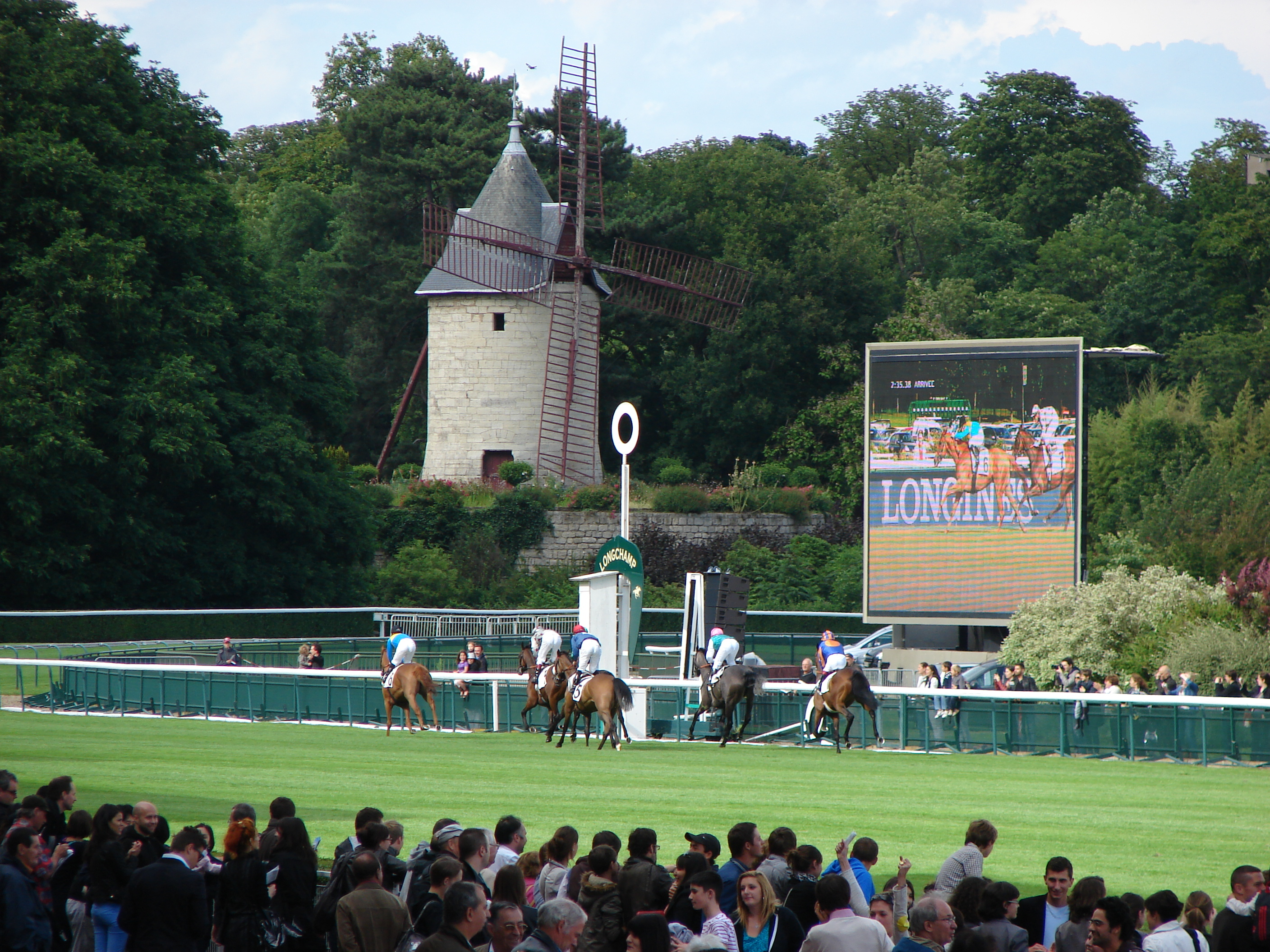
ロンシャン競馬場の風車（Moulin de l'Hippodrome de Longchamp）、2012年

### 競馬場の創設
ロンシャン競馬場を建設し、その後の管理を行ったのはフランス馬種改良奨励協会（フランスギャロの前身、以降は奨励協会と表記）である。奨励協会は1833年11月11日に組織され、1834年5月4日には、パリのシャン・ド・マルス競馬場において、奨励協会による最初の競馬を行っている。また、15日には場所を移しシャンティイ競馬場でも行われた。1852年になるとシャン・ド・マルスは競馬場として問題があるため、奨励協会ではロンシャンに競馬場を建設できないか話し合われるようになった。その翌年には計画実現のため、皇帝となったナポレオン3世の異父弟にしてジョッククルブの会員であるシャルル・ド・モルニーに合意を求めることとなる。
シャン・ド・マルスから移転した理由などの詳細は「パリ大賞典#ロンシャン競馬場の創設」を参照
モルニーの働きかけもあり、セーヌ県知事ジョルジュ・オスマンの協力を得ることに成功する。1854年8月18日にパリ市議会はロンシャン平原を市の名義で買取りブローニュの森に併合することをセーヌ県知事に一任した。この決定は8月24日から29日の勅令により承認されたが、その中に競馬場の建設も含まれていた。
1856年6月には1856年7月1日から1906年6月30日までのリース契約を結んだ。さらに、1856年12月16日には、これまで国営である帝国牧場が監督していたシャン・ド・マルスの秋開催を委譲し、春開催と同じく奨励協会が一括して管理しロンシャン競馬場で行う協約を結ぶ。この2点は12月17日付の勅令で承認された。
こうした交渉の上、2年余りをかけ建設された競馬場における最初の競走は、1857年4月27日の日曜日に大勢の群集の前で開催されている。そこにはナポレオン3世皇帝とその妻ウジェニー皇后が親臨し、ジェローム・ボナパルトとその息子ナポレオン公、ナッサウ公子、ミュラ公といった面々がロイヤル・エンクロージャーに顔をそろえた。非貴族の上流階級はロイヤル・エンクロージャーに入れなかったためバルーシュ型キャリッジからの観戦となった。また、パリ市民の多くもヴィクトリア型キャリッジや水上バス、外輪船などでこの新しい催しに集まっている。その多さは、混雑により第1競走の開始時間を30分ほど遅らせなければならなかったほどである。

### 競馬場の施設変遷
開設時は木造だったロンシャン競馬場のスタンドが老朽化したため、1904年に石造で建てなおされた。また、1908年には新コースと呼ばれるポケットから大外回りコースの最終コーナーに合流する5つ目のコースが完成している。1936年の凱旋門賞の数日前には、グラディアトゥールの銅像が現在と同じ正門前に設置された。
1957年から1958年まで開催期間外である冬季に最終コーナーの改修が行われる。これにより直線コースの最初の標識柱が370mから600mに延長された。この新直線コースは芝が定着した1960年9月11日まで使用されなかった。続く1961年、12月5日の奨励協会の役員会において新スタンドの改築が決定され、1962年11月から工事が開始された。1964年には観客の間を横切らずにすむ新しいパドックと、全馬が同じ方向に向いてスタートできる新しい発馬機が設置されている。1966年4月3日に新メインスタンドが開場された。そのときは別館スタンドを引き続き使用していたが、老朽化のため1977年に閉鎖されている。
2015年の凱旋門賞終了後にグランドスタンド、パドック、入場門などの施設の改修、及び馬場の改修が行われた。総工費として1億4500万ユーロを投じられ、施設のデザインはパリ国立図書館を設計した建築家ドミニク・ペローによって行われた。当初の予定では2017年の凱旋門賞が除幕レースとなるはずであったが、工事の遅れ等により半年後の2018年3月に竣工、翌4月より供用開始となった。メインスタンドとなる観覧席のある建物は5階建てに改築され、レストランやVIP席などの他に展覧会やセミナーなどのイベント会場としても利用可能なサロンスペースやテラスも充実しており、自然採光、LED照明、自然空調、地熱エネルギーの利用や太陽光電池パネルの設置といったエコロジーへの配慮も施されるようになった。また、パドックから本馬場への導線も整備され、パドックからスタンドを突っ切る形で専用の馬場通路が新設され、観客がより競走馬を間近で見られるよう配慮されている。その他に馬場通路を挟んだ4コーナー側に旧メインスタンドの一部が解体されず残され、荘厳と評された旧スタンドと近代的な新スタンドのコントラストを際立たせるデザインとして設計されている（なお、競馬場のシンボルとも言うべき鉄格子の正門（Grille d'Honneur）は改修前のまま残されている）。本競馬場は2024年に開催されたパリオリンピックの馬術競技で供用されている。

## コース形態

コース図

右回りの芝コース。大外回り1周2750メートル、中回り1周2500メートル、小回り1周2150メートル、第3コーナーのポケットからのコースは1400メートル、直線コースは1000メートルと5つのコースがある。
向こう正面のコースは中間から第3コーナーまでゆったりとした上り坂が続き、そこからゆったりとした下り坂が続く。大外回りコースは最大10メートルの高低差となっている。
中回りコース、大外回りコースでは第4コーナーまでフォルスストレート（false straight、「偽りの直線」の意味）と呼ばれる直線が続く。距離は大外回りコースで250メートル程度。
直線に入ってゴール板は2つ有り、手前のゴール板までは533メートル、奥手のゴール板までは650メートルの平坦なコース。
直線コースはゴールまで平坦なコースが続く。
2015年から2018年までの大規模リニューアル工事（スタンド改修・馬場改修）にて直線入口の内ラチ側にコース幅が6m分の進路が広がるオープンストレッチが設置された。これによって道中内ラチ沿いを走る馬が馬群に包み込まれたまま直線の攻防に加われず力を出し切れずレースを終えるといった弊害が少なくなると期待されている。

### 距離設定
直線の1000mコースから4000mまで46箇所の発走地点がある。
- 主な距離設定
  - 1000m（直線）、1400m、1600m、2000m、2400m

## おもな競走
- ガネー賞
- プール・デッセ・デ・プーラン（フランス2000ギニー）

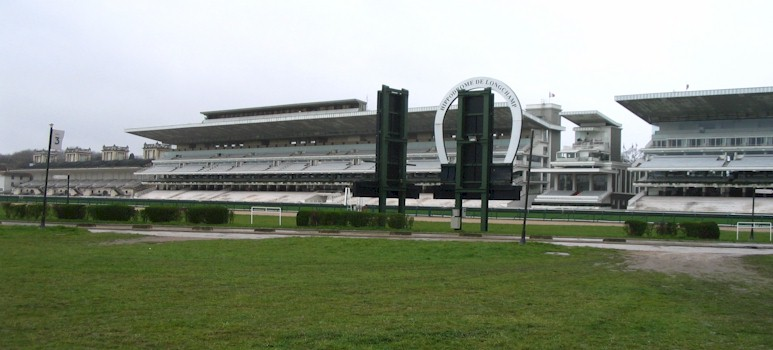
ゴール板

- プール・デッセ・デ・プーリッシュ（フランス1000ギニー）
- ヴィコンテッスヴィジエ賞
- イスパーン賞
- サンタラリ賞
- パリ大賞典
- ムーラン・ド・ロンシャン賞
- ヴェルメイユ賞
- 凱旋門賞ウィークエンド
  - カドラン賞
  - アベイ・ド・ロンシャン賞
  - オペラ賞
  - マルセル・ブーサック賞
  - ジャン・リュック・ラガルデール賞
  - 凱旋門賞
  - フォレ賞
  - ロワイヤリュー賞
- クリテリウム・アンテルナシオナル

### 廃止されたおもな競走
- リュパン賞
- サラマンドル賞